# Szegedi Szabadtéri Játékok
A Szegedi Szabadtéri Játékok Magyarország legnagyobb (4000 fő) befogadóképességű szabadtéri színháza, Közép-Európa egyik legmeghatározóbb nyári színházi fesztiválja. Egyedülálló műfaji sokszínűséggel bír az európai színházi fesztiválok körében is, műsorkínálatában az opera, az operett, a musical, a próza és a szimfonikus zene rajongói is megtalálhatják kedvenceiket.

## Története
A 20. század elején a szabadtéri európai rendezvények sikerei a magyar szellemi élet képviselőit hasonló indíttatású fesztiválok megszervezésére sarkallták. Magyarországon az elsők között indították útjára a nyári színházat Szegedi Szabadtéri Játékok néven.
A játékok ötletét először 1926-ban Juhász Gyula, a szegedi költő vetette fel. A gondolatot a kulturális és politikai élet számos jeles képviselője támogatta (Klebelsberg Kuno, Kertész K. Róbert, Hevesi Sándor, Fülei-Szántó Endre, Voinovich Géza, Hont Ferenc). A főpróbára a lehetőséget a szegedi Fogadalmi Templom felszentelésére rendezett ünnepségsorozat adta 1930 őszén. Az árkádsorral körbevett templomtér kiváló akusztikájával ideális helyszínnek bizonyult a szabadtéri színielőadások megrendezésére. Az első előadásra – a Magyar Passióra, Hevesi Sándor rendezésében – 1931. június 13-án került sor. Ezt követően a szabadtéri előadások – töretlen sikerrel – minden év nyarán Szeged fő attrakcióját jelentették.
1932-ben, nagyobb szabadtéri nézőtér – ülőhelyek hiányában, a Szép Heléna című darabot a Tisza-parti Stefánia sétányon mutatták be. Azután 1933 júliusában a helyi katonaság a Dóm téren felállított egy 2500 ülő- és 2000 állóhelyet magában foglaló nézőteret. Innen számítható a Szegedi Szabadtéri Játékok tényleges megszületése. 1933. augusztus 26-án a Hont Ferenc rendezésében bemutatott Az ember tragédiája sikeréhez már hozzájárult egy 300 fős statisztéria, tánckar, honvédzenekar és kórus, a templomi orgona és már vetített színpadképek is.
A játékok megszervezése az első években a helyi sajtónál volt magánkézben. Az 1935-ös szezonban (Parasztbecsület, Cremonai hegedűs, Glaucos, és ismét Az ember tragédiája) úgy alakult, hogy a bevételek nem fedezték a kiadásokat, ezért a szervezést 1936-tól Szeged városa vette át.
Megismételt sikeres előadások mellett a szabadtéri játékok történetében ezután olyan darabok kerültek bemutatásra, mint Herczeg Ferenc Bizánc című darabja, Kacsóh Pongrác János vitéz daljátéka (1936), Berczeli Anzelm Károly Fekete Mária című játéka (1937), Verditől a Requiem, Puccini Turandotja (1938), vagy Verdi Aidája (1939). Hangversenyeken Kodály-, Bizet-, Erkel-, Kacsóh-, Liszt- és Csajkovszkij-művek csendültek fel.
A Magyarországon egyedülálló szabadtéri sikersorozat első felvonásának a második világháború vetett véget, 1939-ben. Bár a Dóm téren csaknem 2 évtizedig nem élvezhették a nézők a csillagtetős előadásokat, 1948-ban megjelenik az igény arra, hogy -bár kisebb léptékben- egy új helyszínen, szabadtéri előadásokat tarthassanak. 1949 májusában Újszegeden felavatják a még teljesen el nem készült színpadot és nézőteret. A csaknem 1300 fős színpad azóta is fontos játszóhely a Szegedi Szabadtéri számára. Az 50-es években Szegedre érkezését követően Vaszy Viktor, karmester, a szegedi komolyzenei élet meghatározó alakja a Játékok felújítását szorgalmazza a Dóm téren. 1959. július 25-én így 20 év kihagyás után újraindul a Szabadtéri Játékok az ikonikus helyszínen, a fesztivál második fejezete Hunyadi László dallamaival kezdődik meg.
Az 1960-as évek programját főként fajsúlyos drámák, klasszikus operák, szovjet balett illetve népi dal-és táncjátékok adták. Madách Imre, „Az ember tragédiája” című művének újra műsorra tűzésével a folytonosságot és a kor szellemének megfelelő újrafogalmazást is jelezni szeretnék. A fő misszió a magyar nemzeti művészet legfontosabb prózai és zenés darabjainak műsoron tartása, és az egyetemes kultúrtörténet legszignifikánsabb produkcióinak bemutatása.
A 70-es években is rendszeresen léptek fel külföldi együttesek a Dóm téren: többek közt Olaszországból, Bulgáriából, Ukrajnából, Lengyelországból, és a Szovjetunióból is érkeztek vendégjátékok. Vaszy Viktor – a prózai darabokon kívül – emellett klasszikus operák bemutatóinak sorát (pl. Otellló, Fidelio, Nabucco, Aida) szervezte az ikonikus helyszínre.  A következő évtizedekben Horváth Mihály igazgatói korszaka alatt háttérbe került a prózajátszás, és az opera mellett megjelent új, népszerű műfajként a musical. Elsőként Szakcsi Lakatos Béla Piros karaván című műve, majd 1984-ben a magyar rockopera, az István, a király, 1986-ban pedig a világhírű Jézus Krisztus Szupersztár, vagy az 1987-es A nyomorultak. A következő években számos világhírű musical ősbemutatójának helyszíne volt a Dóm tér, mely elindult azon az úton, hogy a hazai musicaljátszás meghatározó színhelye legyen.
A Szabadtéri a 90-es években Dr. Nikolényi István igazgató és Kovács Ágnes igazgatóhelyettes vezetése alatt komoly műszaki fejlesztés eredményeként a fix lelátó helyett, mobil nézőtér került a térre. Műfaji sokszínűségét ebben a korszakban is megőrizte a szabadtéri, sőt a musicalek további erősödésével: olyan nagysikerű darabok bemutatója fűződik ehhez az évtizedhez, mint például a Miss Saigon vagy az Elisabeth.
Dr. Nikolényi István igazgató kezdeményezésére 1996-ban a Játékokat összevonták a Szegedi Nemzeti Színházzal, így önálló intézményi léte megszűnt.
2004-ben visszakapta önállóságát, a színházról leválva önálló gazdasági társasági formába szervezi újjá fenntartója a város. Igazgatónak Bátyai Edinát nevezték ki, aki művészeti vezetőnek Kesselyák Gergely karmester-rendezőt kérte fel.
Az önállósodást biztosító döntés a Játékok életében biztosította a dinamikus fejlődés lehetőségét. A menedzsment komolyan vette az harmincas évek alapítóinak gondolatait, így a művészeti misszió mellett a város idegenforgalmi fellendítését is célul tűzték ki. A Játékok kezelésébe és üzemeltetésébe kerül a csodálatos szecessziós épített örökség a Reök- palota, vagyis a Regionális Összművészeti Központ (REÖK), amelynek alapító igazgatója a fesztivál igazgatóhelyettese Herczeg Tamás lett. Ezzel az előadó-művészeti műfajok mellett a szervezet tevékenységei között hangsúlyosan jelenik meg a képzőművészet is.
2013-2021 között a Szegedi Szabadtéri Játékok igazgatója Dr. Herczeg Tamás, művészeti igazgatója Ifj. Harangozó Gyula. Vezetésük alatt a Szegedi Szabadtéri népszerűsége szárnyalt, sokszorosára nőtt a nézőszám és a bevétel, technikailag megújultak a játszóhelyek, világsztárokat hívtak Szegedre. Minden évben új operabemutatót szervezett, Herczeg kreatív producerként igazgatásának első évétől műfajidegen világsztárokat szerződtetett a népszínházi operaelőadásokhoz, amelynek köszönhetően teltházasok lettek az operaelőadások is.
A Szabadtéri "legújabb kori" történetére jellemző a legjelentősebb műszaki fejlesztése és művészi megújulás. Az igazgató kezdeményezésére városi és kormányzati közös finanszírozással a Dóm téren a teljes színházi üzem megújult, mobillá vált a színpad, felszíni mobil öltözők, új forgószínpad, hidraulika és emelők is beszerzésre kerültek. Megújult a világítási eszközpark, új mobil fénytornyok és a színpad fölötti világítási hidak és LED fallal gazdagodtak a szcenikai lehetőségek. 
Az évtizedben kibontakozik a megújítást célzó művészi szándék is, amelynek célja a próza és az opera pozíciójának megerősítése a Szabadtéri Játékok műsorkínálatában.
Elindult a Shakespeare és Moliére- sorozat, minden évben új opera premier várja a nézőket. Herczeg és Harangozó vezetése alatt a játékok történetében először Wagner mű is bemutatásra kerül. Kodály, Háry Jánosában nem kisebb világsztár, mint Gérard Depardieu lép fel. Világhírű Broadway musicalek magyarországi bemutatójának helyszínévé válik a Dóm tér, így például a Mamma Mia, Titanic, vagy Apáca Show is látható a székesegyház előtt.
2019-ben megújult az Újszegedi Szabadtéri Színpad, melynek célja a Dóm térrel egyenrangú játszóhellyé válni, ennek érdekében a korábbi vendégelőadások helyett saját és határon túli együttműködésben megvalósuló produkciók várták a látogatókat. Megvalósult a művészi álom, évente többségében saját bemutatásban kerül színre az előadóművészet minden műfaja, így opera, dráma, musical, operett, táncjáték és szimfonikus koncert.
Az évtized közepétől évente rekordot döntött a nézőszám és a jegybevétel, a Szegedi Szabadtéri Játékok az ország és a régió legjelentősebb nyári színházi eseményévé vált, színház-iparági összehasonlításban az ország legjelentősebb színházi prémiumterméke lett.
Az évtized utolsó évében a világjárvány nehezítette a Dóm téri események megrendezését. A fenntartó nem támogatta a mobil színház nyári felépítését, így alternatív évad kerül megvalósításra. A vezetés 1500 széket helyezett a macskakövekre, és pódiumszínpadot ácsoltatott amelynek hátterét - a Magyar Passió mintájára- a Dóm adta. A Szegedi Szabadtéri történeti előképére, a Salzburgi Ünnepi Játékokra és a világjárványra is utalva a bemutatásra kerülő mű az Akárki című moralitásjáték volt Zsótér Sándor és Hegedűs D. Géza Kossuth- díjas művészek főszereplésével. Az előadás rendezője Bodolay Géza, aki a miniszter- e szegedi rendezése apropóján részesített kiváló művész elismerésben. A közönség ezúttal ingyenesen látogathatta a Dóm téri előadásokat. Az esemény nem várt művészi mélységet és óriási közönségtámogatást hozott, mindemellett a városvezetés és a szabadtéri vezetése között feszültség alakult ki.  
Dr. Herczeg Tamás a Szegedi Szabadtéri Nonprofit Kft. igazgatásáról Harangozó Gyula művészeti igazgatóval közösen, 2021. január 19-én mondott le a fenntartó modellváltási szándéka miatt, amellyel megszüntette a Szegedi Szabadtéri Játékokat működtető szervezetet.
A döntéssel a Szegedi Szabadtéri Játékok felívelő korszaka és önállósága végetér, a nyári játékok szervezését Dr. Botka László polgármester vezette Szeged Város Önkormányzata a Szegedi Nemzeti Színház vezetőjére, Barnák László főigazgatóra bízta. Szabadtéri Nonprofit Kft. jogutódlással felszámolásra került, vagyontárgyai és több százmillió forintnyi pénzkészlete a Szegedi Nemzeti Színházhoz és az Önkormányzathoz került.
A Dóm téri  Játékok kínálata megváltozott, gazdasági okból a 2023-as évtől már nem szerepel tánc, opera, sem drámai produkció. A műfaji sokszínűséggel, igényes művészi megvalósítással bemutatott produkciókkal szemben, esetenként fel-playback musical előadások, zenés koncertek várják a nyári színház szerelmeseit. Az Újszegedi Szabadtéri Színpad műszaki lehetőségei bővültek, koncertsátor fedést kapott, műsorán könnyed szórakoztató nyári színházi előadások és zenés koncertek kapnak helyet.
A 2023- évi szezont követő sajtóelemzés feltárja a két szervezet összevonásának súlyosan előnytelen gazdaság következményeit, rávilágít a csökkenő nézőszámra és szegényedő művészeti tartalomra.

## Érdekességek
A Szabadtéri az 1879-es nagy szegedi árvíz pusztítása nélkül nem születhetett volna meg. Miután a Tisza a földdel tette egyenlővé a házak 90 százalékát, a szegediek újraépítették városukat- Szeged szebb lett, mint valaha. A "szögedi nemzet" munkájával felépült a Fogadalmi Templom, előtte a csodás Dóm tér, és ahogy elkészült a tér, már fel is avatta az első Szegedi Szabadtéri Játékok 1931-ben.
Először úgy tervezték, hogy csak az egyházi témájú darabokat játsszák a Dóm felé fordulva, a többi előadást a Fogadalmi Templomnak háttal ülve látnák a nézők. Ez sosem valósult meg, hanem a dóm két ikonikus tornya védjegyévé vált a Szegedi Szabadtérinek-egészen a 2014-es rekonstrukcióig, amikor megfordult két évad erejéig a színpad és a nézőtér. Később, 2016-ra közkívánatra visszafordult a játszóhely.
A Dóm téri nézőtér szektorai többek közt azokról a nagyvárosokról kapták a nevüket, melyek az árvíz sújtotta Szeged segítségére siettek 1879-ben. London, Róma, Párizs, Berlin, Brüsszel, Bécs is támogatta a várost, Párizsban a gyűjtést például Munkácsy Mihály védnökölte, és Franciaországban rendezték az első jótékonysági hangversenyt is Szegednek. A többi szektor Szeged testvérvárosai (Darmstadt, Turku, Parma, Nizza, Toledo, Odessza) után kapta a nevét.
1994-ben a Játékok új nézőteret kapott. A teret egész évben elfoglaló lelátót csak az előadások idejére felállított, 4000 férőhelyes mobil nézőtérrel cserélték le. Az ország legnagyobb színpadának műszaki attribútumai rekordszámokban mérhetők. A Dóm térre szállított építési elemeknek csak a csőhossza közel 18 ezer méter, ezek kiterítve Budapesttől Szentendréig érnének. A szerkezetek teljes súlya 140 ezer kilogramm. Az 1000 négyzetméteres, oldalszínpaddal és műszaki-művészeti kiszolgáló bázissal együtt több mint 2000 négyzetméteres színpadnak 1000 tonna súlyt kell elbírnia. A mobil elemeket mintegy 35 darab 24 tonnás kamion szállítja a Dóm térre.

## Korábbi évadok
2022 – 91. évad:
| Szerző                                | Cím | Műfaj                       | Dátum                                        |
| ------------------------------------- | --- | --------------------------- | -------------------------------------------- |
|                                       | Boban Markovics Orkestra | Balkan brass koncert        | 2022. június 22.                             |
| Andersson – Rice – Ulvaeus            | Sakk: Chess | musical                     | 2022. június 24., 25.                        |
| Zs. Vincze Zsuzsa – Zsuráfszky Zoltán | Szabadság, szerelem! Archiválva 2023. június 7-i dátummal a Wayback Machine-ben - Petőfi a vitéz Archiválva 2023. június 7-i dátummal a Wayback Machine-ben | tánc-szín-játék             | 2022. július 1., 2.                          |
|                                       | Budapest Bár | kávéházi cigányzene koncert | 2022. július 6.                              |
| Andersson – Johnson – Ulvaeus         | Mamma mia! | musical                     | 2022. július 8., 9., 15., 16.                |
|                                       | Dés László. Vendég: Básti Juli és Nagy Ervin | válogatás koncert           | 2022. július 20.                             |
| Szente – Galambos                     | A Dominó-gyilkosság | krimi                       | 2022. július 22., 23.                        |
| Verdi                                 | La Traviata | opera                       | 2022. július 29., 30.                        |
| Omega                                 | Gyöngyhajú lány balladája | musical                     | 2022. augusztus 6.                           |
|                                       | Csík zenekar – Karácsony János– Presser Gábor: A dal a miénk                                                                                                | válogatás koncert           | 2022. augusztus 10.                          |
| Ebb – Fosse – Kande                   | Chicago | musical                     | 2022. augusztus 12., 13., 14., 18., 19., 20. |
| Vajda                                 | Anconai szerelmesek | zenés komédia               | 2022. augusztus 19., 20.                     |
|                                       | Rost Andrea és vendégei | születésnapi koncert        | 2022. augusztus 17.                          |

2021 – 90. évad:
| Szerző                          | Cím                          | Műfaj                        | Dátum                                        |
| ------------------------------- | ---------------------------- | ---------------------------- | -------------------------------------------- |
|                                 | Ajándékkoncert               | szimfonikus zenekari koncert | 2021. június 24.                             |
| Rice – Lloyd Webber             | Jézus Krisztus Szupersztár   | rockopera                    | 2021. július 02., 03., 04., 09., 10.         |
| Cooney – Chapman                | Kölcsönlakás                 | vígjáték                     | 2021. július 09., 10.                        |
| Juhász – Szente – Galambos      | Puskás, a musical            | musical                      | 2021. július 17., 18.                        |
| Mihályi Gábor                   | Tánc-Ünnep                   | néptánc – koncert            | 2021. július 23.                             |
| Mozart                          | Szöktetés a szerájból        | vígopera                     | 2021. július 23., 24.                        |
| Menken – Slater                 | Apáca Show                   | musical                      | 2021. július 30., 31., augusztus 01.         |
| Moliére                         | Scapin furfangjai            | vígjáték                     | 2021. augusztus 08., 09.                     |
| Laurents – Bernstein – Sondheim | West Side Story              | musical                      | 2021. augusztus 13., 14., 15., 20., 21., 22. |
| Lane – Yazbek – Almodovar       | Nők az idegösszeomlás szélén | musical                      | 2021. augusztus 19., 20.                     |

2020 – 89. évad:
| Szerző                    | Cím                      | Műfaj                        | Dátum                  |
| ------------------------- | ------------------------ | ---------------------------- | ---------------------- |
| Georg Friedrich Händel    | Agrippina                | operajáték                   | 2020. július 17-18.    |
|                           | AKÁRKI                   | moralitásjáték               | 2020. július 24.       |
| Szente Vajk               | Legénybúcsú              | vígjáték                     | 2020. július 24-25.    |
| Moliére: Parti Nagy Lajos | Úrhatnám polgár          | komédia                      | 2020. augusztus 7-8.   |
|                           | Ajándékkoncert           | szimfonikus zenekari koncert | 2020. augusztus 15.    |
| Kocsák – ifj. Harangozó   | Hófehérke és a hét törpe | családi mesebalett           | 2020. augusztus 20-21. |

2019 – 88. évad:
| Szerző                                | Cím                                                                                                 | Műfaj              | Dátum                                              |
| ------------------------------------- | --------------------------------------------------------------------------------------------------- | ------------------ | -------------------------------------------------- |
| Zs. Vincze Zsuzsa – Zsuráfszky Zoltán | Hullámzó világ Archiválva 2023. április 1-i dátummal a Wayback Machine-ben Szöged népe, Betyárvilág | táncjáték          | 2019. június 21-22.                                |
| Queen – Ben Elton                     | We Will Rock You                                                                                    | musical            | 2019. június 28-29. 2019. július 5-6.              |
| Norman – Stoppard - Hall – Cuneen     | Szerelmes Shakespeare                                                                               | romantikus komédia | 2019. július 12-13.                                |
| Verdi                                 | Aida                                                                                                | opera              | 2019. július 26-27.                                |
| Yeston – Stone                        | Titanic                                                                                             | musical            | 2019. augusztus 9-10-11. 2019. augusztus 16-17-18. |
| Moliére                               | Don Juan                                                                                            | komédia            | 2019. július 19-20-21.                             |
| Weill – Brecht                        | Koldusopera                                                                                         | brecht-musical     | 2019. augusztus 2-3-4.                             |
| Kocsák – ifj. Harangozó               | Hófehérke és a hét törpe                                                                            | családi mesebalett | 2019. augusztus 16-17-18-19.                       |

2018 – 87. évad:
| Szerző                      | Cím                     | Műfaj   | Dátum                                                  |
| --------------------------- | ----------------------- | ------- | ------------------------------------------------------ |
| Verdi                       | Rigoletto               | opera   | 2018. június 29-30.                                    |
| Bock – Harnick – Stein      | Hegedűs a háztetőn      | musical | 2018. július 5-6-7.                                    |
| Menken – Schwartz – Parnell | A notre dame-i toronyőr | musical | 2018. július 13-14-15.                                 |
| Shakespeare                 | Rómeó és Júlia          | próza   | 2018. július 27-28-29.                                 |
| Menken – Slater             | Apáca show              | musical | 2018. augusztus 10-11-12. 2018. augusztus 17-18-19-20. |
| Moliére: Parti Nagy Lajos   | Úrhatnám polgár         | komédia | 2018. július 19-20-21-22.                              |
|                             | Ajándékkoncert          |         |                                                        |

2017 – 86. évad
| Szerző                                               | Cím                           | Műfaj                              | Dátum                                               |
| ---------------------------------------------------- | ----------------------------- | ---------------------------------- | --------------------------------------------------- |
| Puccini                                              | Tosca                         | opera                              | 2017. június 30.                                    |
| Johnson – Andersson - Ulvaeus                        | Mamma Mia!                    | musical                            | 2017. július 6-7-8,                                 |
| Comden – Green - Freed – Brown                       | Ének az esőben                | musical                            | 2017. július 14-15-16.                              |
| Shakespeare                                          | Vízkereszt, vagy amit akartok | vígjáték                           | 2017. július 28-29-30.                              |
|                                                      | Hajnali részegség             | szerelmes színmű                   | 2017. augusztus 3-4-5.                              |
| Menken – Schwartz - Parnell                          | A notre dame-i toronyőr       | musical                            | 2017. augusztus 11-12-13. 2017. augusztus 18-19-20. |
| Szegedi Szimfonikus Zenekar – Szegedi Kortárs Balett | Ajándékkoncert                | szimfonikus zenekari koncert, tánc | 2017. augusztus 24.                                 |

2016 – 85. évad
| Szerző                                | Cím                                                                              | Műfaj           | Dátum                                            |
| ------------------------------------- | -------------------------------------------------------------------------------- | --------------- | ------------------------------------------------ |
| Johnson – Andersson – Ulvaeus         | Mamma Mia!                                                                       | musical         | 2016. július 21-22-23.                           |
| Richard Wagner                        | A bolygó hollandi                                                                | opera           | 2016. július 1-2.                                |
| Csajkovszkij – Rimszkij-Korszakov     | Ajándékkoncert                                                                   | koncert         |                                                  |
| Bacsó Péter – Hamvai Kornél           | A tanú                                                                           | szatíra         | 2016. augusztus 12-13.                           |
| Comden – Green – Freed – Brown        | Ének az esőben                                                                   | musical         | 2016. augusztus 12-13-14. 2016. augusztus 19-20. |
| Duda Éva Társulat                     | Virtus – újcirkusz                                                               | tánc-cirkusz    | 2016. július 29.                                 |
| Johnson – Andersson – Ulvaeus         | Mamma Mia!                                                                       | musical         | 2016. július 21-22-23.                           |
| Ion Luca Caraggiale                   | Zűrzavaros éjszaka                                                               | vígjáték        | 2016. július 15-16.                              |
| Eismann Mihály                        | Én és a kisöcsém                                                                 | operett         | 2016. július 15-16.                              |
| Agatha Chritie                        | Az egérfogó                                                                      | bűnügyi komédia | 2016. augusztus 8-9.                             |
| Zs. Vincze Zsuzsa – Zsuráfszky Zoltán | Drakula utolsó tánca Archiválva 2023. április 1-i dátummal a Wayback Machine-ben | táncjáték       | 2016. július 8-9.                                |
| Boublil – Schönberg                   | Les Misérables – A nyomorultak                                                   | musical         | 2016. július 29-30.                              |

2015 – 84. évad
| Szerző                        | Cím                            | Műfaj    | Dátum                                               |
| ----------------------------- | ------------------------------ | -------- | --------------------------------------------------- |
| Boublil – Schönberg           | Les Misérables – A nyomorultak | musical  | 2015. augusztus 14-15-16. 2015. augusztus 19-20-21. |
| William Shakespeare           | Tévedések vígjátéka            | vígjáték | 2015. július 31. 2015. augusztus 1.                 |
| Johnson – Andersson – Ulvaeus | Mamma Mia!                     | musical  | 2015. július 16-17-18-19.                           |
| Kocsák – Somogyi – Miklós     | Abigél                         | musical  | 2015. július 10-11.                                 |
| Verdi                         | Az álarcosbál                  | opera    | 2015. július 3-4.                                   |